# Hoppe (Familienname)
Hoppe ist ein Familienname. Zu Herkunft und Bedeutung siehe Hopfner.

### A
- Adolf Hoppe (1867–1936), deutscher Organist und Musikpädagoge
- Albert Hoppe (Heimatforscher) (1894–1973), deutscher Lehrer und Heimatforscher
- Albert Hoppe (Beamter), deutscher Beamter
- Albert Friedrich Hoppe (1828–1911), deutsch-amerikanischer Theologe und Hochschullehrer
- Alexander Hoppe (* 1991), deutscher Koch
- Alfred Hoppe (Cricketspieler) (1830–1919), englischer Cricketspieler
- Alfred Hoppe (Schriftsteller) (1869–1929), österreichischer Pfarrer und Schriftsteller
- Alfred Hoppe (Maler) (1906–1985), deutscher Maler und Grafiker
- Amanda Hoppe-Seyler (1819–1900), deutsche Schriftstellerin
- Andreas Hoppe (Geologe) (* 1948), deutscher Geologe
- Andreas Hoppe (* 1960), deutscher Schauspieler
- Andreas Hoppe (General) (* 1965), deutscher Generalleutnant der Luftwaffe und Stellvertreter des Generalinspekteurs der Bundeswehr
- Annekathrin Hoppe (* 1962), deutsche Politikerin
- Anton Hoppe (Baumeister) (1780–1859), österreichischer Baumeister
- Anton Hoppe (Politiker) (1889–1968), deutscher Politiker (CDU)
- Arno Hoppe (1882–1962), deutscher Jurist und Kommunalpolitiker
- August Hoppe (1918–1974), deutscher Schriftsteller und Journalist

### B
- Bernd Hoppe (* 1943), deutscher Gartenbauingenieur, Ökonom und Autor
- Bernhard Hoppe-Biermeyer (* 1961), deutscher Politiker (CDU)
- Bert Hoppe (* 1970), deutscher Historiker, Journalist und Lektor
- Bettina Hoppe (* 1974), deutsche Schauspielerin
- Brigitte Hoppe (* 1935), deutsche Wissenschaftshistorikerin
- Bror Christian Hoppe (1859–1937), schwedischer Maler
- Burckhardt Hoppe (* 1946), deutscher Sportschütze

### C
- Carl Hoppe (1812–1898), deutscher Maschineningenieur und Unternehmer
- Cathrin Hoppe (* 1963), deutsche Badmintonspielerin
- Christian Hoppe (* 1982), deutscher Redakteur und Sprecher
- Christine Hoppe (* 1968), deutsche Schauspielerin
- Curt Hoppe-Camphausen (1877–1947), deutscher Maler

### D
- David Heinrich Hoppe (1760–1846), deutscher Mediziner, Apotheker und Botaniker
- Diederich Hoppe (1603–1670), deutscher Kaufmann und Oberalter
- Dieter Hoppe (Chemiker) (1941–2024), deutscher Chemiker und Hochschullehrer
- Dieter Hoppe (Ornithologe) (* 1946), deutscher Ornithologe und Autor
- Diether S. Hoppe (* 1938), österreichischer Architekt

### E
- Eberhard Hoppe (* 1948), deutscher Politiker (SPD) und Cellist
- Edgar Hoppe (* 1937), deutscher Schauspieler
- Edmund Hoppe (1854–1928), deutscher Wissenschaftshistoriker
- Eduard Hoppe (Graveur) (1837–1890), deutsch-belgischer Graveur und Medailleur
- Eduard Hoppe (Landschaftsarchitekt) (1846–1904), deutscher Landschaftsarchitekt und Baumschulenbesitzer
- Elisabeth Hoppe (* 1981), deutsche Schauspielerin
- Else Hoppe (Literaturwissenschaftlerin) (1897–1973), deutsche Literaturwissenschaftlerin
- Else Hoppe (Eiskunstläuferin), deutsch-tschechoslowakische Eiskunstläuferin
- Emil Hoppe (1876–1957), österreichischer Architekt
- Emil Otto Hoppé (1878–1972), deutsch-britischer Fotograf
- Erlefried Hoppe (1910–1992), deutscher Bildhauer
- Ernst Hoppe (* 1940/1941), deutscher Badmintonspieler
- Esther Hoppe (* 1978), Schweizer Geigerin

### F
- F. Otto Hoppe (Ferdinand Otto Hoppe; 1882–1967), deutscher Metallkünstler und Industriedesigner
- Felicitas Hoppe (* 1960), deutsche Schriftstellerin
- Felix Hoppe-Seyler (1825–1895), deutscher Chemiker und Physiologe
- Felix Adolf Hoppe-Seyler (1898–1945), deutscher Physiologe
- Ferdinand Hoppe (Ferdinand Theodor Hoppe; 1848–1890), deutschbaltischer Maler
- Franz Hoppé (1810–1849), deutscher Schauspieler und Sänger (Bariton)
- Friedrich Hoppe (Chronist) (1879–1959), deutscher Lehrer, Chronist und Museumsleiter
- Friedrich Hoppe (Unternehmer) (1921–2008), deutscher Unternehmer
- Fritz Hoppe (1910–1999), deutscher Produktionsleiter und Produzent bei Film und Fernsehen
- Fritz Hoppe (Opernsänger) (1915–1973), deutscher Opernsänger (Bariton/Bass)

### G
- Georg Hoppe (1783–1833), deutscher Oberst
- Gerhard Hoppe (* 1950), deutscher Fußballspieler
- Gesa Hoppe (* 1969), deutsche Sängerin (Sopran)
- Gunnar Hoppe (1914–2005), schwedischer Geograph und Hochschullehrer
- Günter Hoppe (1919–2021), deutscher Mineraloge und Hochschullehrer
- Gustav Hoppe (1899–1974), österreichischer Architekt

### H
- Hans Hoppe (Superintendent) (1887–1959), deutscher Geistlicher, Superintendent von Celle
- Hans Hoppe (Heimatforscher) (1909–2001), deutscher Lehrer, Archivar und Heimatforscher
- Hans Hoppe (Theaterwissenschaftler) (1938–2020), deutscher Theater- und Erziehungswissenschaftler
- Hans-Georg Hoppe (1936–1981), deutscher Gebrauchsgrafiker in der DDR
- Hans-Günter Hoppe (1922–2000), deutscher Politiker (FDP)
- Hans-Hermann Hoppe  (Mediziner) (1924–2004), deutscher Mediziner, Professor für Forensische Serologie, Direktor des Hamburger Zentralinstituts für Transfusionsmedizin und Mitbegründer der StKB
- Hans-Hermann Hoppe (* 1949), deutscher Volkswirt
- Hans-Joachim Hoppe (* 1945), deutscher Politikwissenschaftler und Publizist
- Hans Peter Hoppe (1910–1989), deutscher Jurist und Diplomat
- Harald Hoppe (* 1960), deutscher Unternehmer und Koch
- Harry Hoppe (1894–1969), deutscher Generalleutnant
- Hedwig Hausmann-Hoppe (1865–nach 1922), deutsche Malerin
- Heinrich Hoppe (1760–1846), deutscher Mediziner, Apotheker und Botaniker, siehe David Heinrich Hoppe
- Heinrich Hoppe (Philologe) (1868–1939/1940), deutscher Klassischer Philologe und Pädagoge
- Heinz Hoppe (Sänger) (1924–1993), deutscher Sänger (Tenor)
- Heinz Hoppe (Rennfahrer) (* 1947), deutscher Motocrossfahrer
- Heinz C. Hoppe (1917–1994), deutscher Industriemanager
- Helga Scholz-Hoppe (* 1937), deutsche Richterin am Bundesgerichtshof und am Bundesverwaltungsgericht
- Henri Hoppe (1964–2011), deutscher Lepidopterologe
- Hermann Hoppe (1865–1921), deutscher Goldschmied und Schriftsteller
- Hugo Hoppe (1860–1917), deutscher Psychiater

### I
- Ilaria Hoppe (* 1968), deutsche Kunsthistorikerin
- Ingeborg Hoppe (1920–1983), deutsche Fotografin
- Ingo Hoppe (* 1968), deutscher Hörfunkmoderator
- Iris Hoppe (* 1970), deutsche Bildende Künstlerin
- Israel Hoppe (1601–1679), deutscher Historiker

### J
- Jan-Pelle Hoppe (* 1999), deutscher Fußballspieler
- Janine Hoppe (Richterin) (* 1971), deutsche Juristin und Richterin
- Joachim Hoppe (* 1963), deutscher Brigadegeneral der Bundeswehr
- Johann Hoppe (1512–1565), deutscher Pädagoge und Schulreformer
- Johannes Hoppe (Mediziner) (1616–1654), deutscher Mediziner
- Johannes Hoppe (Politiker) (1861–1925), deutscher Jurist und Politiker (NLP), MdR
- Johannes Hoppe (Astronom) (1907–1987), deutscher Astronom und Hochschullehrer
- Jörg A. Hoppe (Jörg Albert Hoppe; * 1952), deutscher Fernsehproduzent, Musikverleger und Musikjournalist
- Jörg-Dietrich Hoppe (1940–2011), deutscher Mediziner
- Josef Hoppe (1876–1938), rumänischer Tischler und Parteifunktionär (KPÖ)
- Joseph Hoppe (* 1953), deutscher Autor und Historiker
- Julius Hoppe (1854–1899), deutscher Turner und Turnfunktionär
- Jürgen Hoppe (1954–2021), deutscher Botaniker und Biodiversitätsinformatiker

### K
- Karl Hoppe (Philologe) (1868–1946), deutscher Klassischer Philologe
- Karl Hoppe (Germanist) (1892–1973), deutscher Germanist
- Karl Hoppe (Politiker, 1898) (1898–1963), deutscher Politiker (SPD, KP), MdL Saarland
- Karl Hoppe (Rennfahrer) (1923–1987), deutscher Motorradrennfahrer
- Karl Hoppe (Politiker, 1934) (1934–2002), deutscher Politiker (CDU), MdL Rheinland-Pfalz
- Ketty Gilsoul-Hoppe (1868–1939), belgische Blumen- und Landschaftsmalerin
- Klaus Hoppe (Ingenieur) (1938–2006), deutscher Ingenieur
- Klaus Hoppe (Fußballspieler) (* 1950), deutscher Fußballspieler
- Klaus-Peter Hoppe (1954–2022), deutscher Synchronsprecher
- Kurt Hoppe (Politiker, 1919) (1919–1988), deutscher Politiker (SPD), MdL Niedersachsen
- Kurt Hoppe (Fußballspieler) (* 1924), deutscher Fußballspieler
- Kurt Hoppe (Politiker, 1936) (* 1936), deutscher Politiker (Republikaner, DVU, DP)

### L
- Leon Hoppe (* 2000), deutscher Basketballspieler
- Leonhard Günther Hoppe (1923–1986), deutscher Gewerkschafter
- Lisa Hoppe (* 1988), deutsche Jazzmusikerin
- Ludwig Hoppe (1871–1959), deutscher Geistlicher, Missionar und Publizist

### M
- Maja Hoppe, deutsche Schauspielerin
- Marianne Hoppe (1909–2002), deutsche Schauspielerin
- Marie Hoppe (* 1986), deutsche Politikerin (Bündnis 90/Die Grünen)
- Mario Hoppe (* 1982), deutscher Handballspieler
- Marius Hoppe (* 1993), deutscher Kitesurfer
- Markus Hoppe (* 1966), deutscher Politiker (SPD)
- Marli Hoppe-Ritter (* 1948), deutsche Unternehmerin
- Martin Hoppe (* 1968), deutscher Heimatforscher und Verwaltungsangestellter
- Mathilde von Hoppé-von Rigéno (1843–1887), deutsche Opernsängerin (Sopran)
- Matthew Hoppe (* 2001), US-amerikanischer Fußballspieler
- Matthias Hoppe (* 1958), deutscher Eishockeytorwart
- Max Hoppe (Sportpädagoge) (1903–1973), deutscher Sportpädagoge und -funktionär
- Max Hoppe (Autor) (Bruder Dhammapālo; 1907–1992), deutscher Autor
- Max Hoppe (Fußballspieler) (1922–1965), deutscher Fußballspieler
- Max Florian Hoppe (* 1981), deutscher Schauspieler
- Michael Hoppe (Unternehmer) (* 1948/1949), deutscher Unternehmer und Entwicklungshelfer
- Michael Hoppe (Archäologe) (Michael Felix Walter Hoppe; * 1950), deutscher Archäologe und Konservator
- Michael Hoppé (Produzent), britischer Musikproduzent und Komponist
- Michael Hoppe (Organist) (* 1966), deutscher Kirchenmusiker

### N
- Nils Hoppe (* 1977), deutsch-britischer Rechtswissenschaftler

### O
- Oscar Hoppe (Physiker) (1838–1923), deutscher Physiker
- Oscar Hoppe (Eiskunstläufer) (1886–1936), deutsch-tschechoslowakischer Eiskunstläufer
- Oscar Hoppe (Schauspieler) (* 1996), deutscher Schauspieler
- Oskar Hoppe (1901–1973), deutscher Maler
- Otto Hoppe (Architekt) (1829–1891), deutscher Architekt und Baubeamter
- Otto Hoppe (Fußballspieler) (* 1940), deutscher Fußballtorwart

### P
- Paul Hoppe (Komponist) (1845–1933), deutscher Gesangslehrer und Komponist
- Paul Hoppe (Architekt) (1869–1933), österreichischer Architekt
- Paul Hoppe (Geistlicher) (1900–1988), deutscher Geistlicher
- Paul Hoppe (Maler) (1925–2006), Schweizer Maler und Schriftsteller
- Paul Werner Hoppe (1910–1974), deutscher SS-Führer
- Paula Hoppe (* 2006), deutsche Fußballspielerin
- Peeter Hoppe (* 1960), estnischer Brigadegeneral
- Peter Hoppe (Maler) (1938–2010), deutscher Maler und Grafiker
- Peter Hoppe (Unternehmer) (* 1968), deutscher Unternehmer

### R
- Rainer Hoppe (* 1962), deutscher Wasserballspieler
- Ralf Hoppe (Fußballspieler) (* 1966), deutscher Fußballspieler
- Ralf Hoppe (Journalist)
- Reinhard Hoppe (1898–1974), deutscher Pädagoge und Heimatforscher
- Reinhold Hoppe (1816–1900), deutscher Mathematiker
- René Hoppe (* 1976), deutscher Bobsportler
- Rike Krämer-Hoppe (* 1981), deutsche Rechtswissenschaftlerin und Hochschullehrerin
- Rolf Hoppe (1930–2018), deutscher Schauspieler
- Rolf Hoppe (Leichtathlet) (1945–1969), chilenischer Speerwerfer
- Rudolf Hoppe (Mediziner) (1910–nach 1972), deutscher Mediziner, Sozialhygieniker und Hochschullehrer
- Rudolf Hoppe (Chemiker) (1922–2014), deutscher Chemiker
- Rudolf Hoppe (Theologe) (* 1946), deutscher Theologe und Hochschullehrer
- Rudolf W. Hoppe (* 1943), deutscher Architekt
- Rudolph Ludwig Hoppe (1811–1896), deutscher Journalist und Historiker

### S
- Sarah Hoppe (* 1984), deutsche Volleyball- und Beachvolleyballspielerin
- Siegfried Hoppe-Graff (* 1949), deutscher Pädagoge und Psychologe
- Sigi Hoppe (1936–2010), deutscher Schlagersänger
- Stephan Hoppe (* 1966), deutscher Kunsthistoriker
- Svenson Hoppe (* 1999), deutscher Floorballspieler

### T
- Theodor Hoppe (Architekt) (1831–1897), österreichischer Architekt
- Theodor Hoppe (Theologe, 1846) (1846–1934), deutscher Theologe und Pastor, Vorsteher des Oberlinhauses in Nowawes
- Theodor Hoppe (Theologe, 1852) (1852–1932), deutscher Theologe und Pastor, Generalsuperintendent von Hildesheim
- Thilo Hoppe (* 1958), deutscher Politiker (Bündnis 90/Die Grünen)
- Thomas Hoppe (Sinologe) (* 1949), deutscher Sinologe und Politikwissenschaftler
- Thomas Hoppe (Theologe) (* 1956), deutscher Theologe und Hochschullehrer
- Thomas Hoppe (Kunsthistoriker) (* 1957), deutscher Kunsthistoriker und Restaurator
- Thomas Hoppe (Pianist) (* 1971), deutscher Pianist und Hochschullehrer
- Thomas Schneider-Hoppe (* 1952), Schweizer Architekt
- Trude Hoppe-Arendt (1905–2001), deutsche Malerin

### U
- Uwe Hoppe (* 1954), deutscher Dramatiker, Regisseur und Schauspieler

### W
- Walter Hoppe (Geologe) (1896–1976), deutscher Geologe und Hochschullehrer
- Walter Hoppe (Mediziner) (1900–1981), deutscher Psychiater und Psychoanalytiker
- Walter Hoppe (Physiker) (1917–1986), deutscher Physiker
- Werner Hoppe (Jurist) (1930–2009), deutscher Rechtswissenschaftler und Rechtsanwalt
- Werner Hoppe (Ringer) (1934–2010), deutscher Ringer
- Werner Hoppe (RAF-Mitglied) (* 1949), deutscher Terrorist
- Wilfried Hoppe (* 1958), deutscher Geograph
- Wilhelm Hoppe (Gärtner) (1845–1929), deutscher Gärtner und Unternehmer
- Wilhelm Hoppe (Architekt), deutscher Architekt
- Wilhelm Hoppe (Beamter) (1912–1986), deutscher Ministerialbeamter
- Willie Hoppe (William Frederick Hoppe; 1887–1959), US-amerikanischer Billardspieler
- Willy Hoppe (1884–1960), deutscher Historiker
- Wolfgang Hoppe (Mediziner) (1923–2017), deutscher Kieferchirurg
- Wolfgang Hoppe (* 1957), deutscher Bobfahrer